# گربلوط
گربلوط، روستایی از توابع بخش مرکزی شهرستان ایذه در استان خوزستان ایران است.

## جمعیت
این روستا در دهستان پیان قرار دارد و براساس سرشماری مرکز آمار ایران در سال ۱۳۸۵، جمعیت آن زیر سه خانوار بوده‌است.